# 二〇四六 台灣
二〇四六 台灣是一個由臺灣泛綠政治人物組成的民間組織，主要目標為推動中華民國憲法改革、改造國家體制等。組織成員多屬民主進步黨、台灣基進及部分前時代力量黨員。2024年中華民國立法委員選舉期間，參選成員改以這個世代連線名義運作。

## 名稱由來
「二〇四六 台灣」成立記者會上，前時代力量黨員、時為無黨籍的立法委員林昶佐說明，因2046年是臺灣終戰後100年與中華民國民選總統後50年，此名稱是為了強調修憲是未來願景工程。

## 主張

### 憲改三大主張
1. 全面檢討國家體制，落實廢省，全面改革地方自治體制促進區域平衡[6]。
2. 召開「公民憲政改革論壇」，在全國各地啟動憲政改革的討論[6]。
3. 「公民憲政改革論壇」的討論，將會成為「二〇四六台灣」的修憲版本[6][7]。

### 成員政治主張
- 無黨籍立法委員林昶佐表示：首要訴求是修正憲法增修條文第9條以落實廢省，並認為制憲是最有利的途徑，雖然當前時機與政治條件不符合，但可以發起全民參與修憲來凝聚台灣國家願景、奠定憲改扎實基礎。[8]

- 民進黨立法委員賴品妤則倡議18歲公民權，亦表示修憲委員會可納入多元族群背景的代表，一起來集思廣益。[9]

- 民進黨臺中市議員黃守達較為關注地方制度，認為要根本性改革國家體制，尤其地方體制調整應納入多元聲音。[8]

- 無黨籍苗栗縣議員曾玟學也認為地方治理的模式會是形塑國家的重要制度，目前的行政區域劃分，加上不合時宜的制度運作，導致縣市間發展失衡，應重新設計地方自治制度。[9]

- 無黨籍臺北市議員林穎孟主張台灣應從漢人治理邁向南島、漢共治，建立海洋國家定位，並提出多元性別平權入憲，打造本土、進步的憲法。[9]

- 無黨籍臺北市議員黃郁芬認為憲改是重新凝聚世代社會共識的時刻，基本人權權利清單、地方政治的改革等議題皆不應迴避。[9]

- 民進黨新北市議員戴瑋姍則提倡文化權、動物權入憲，認為文化權入憲方能保障文化發展、文資保護不受干預，而目前歐盟等部分國家、政體已將動物權入憲，認為人與動物間的關係應該重新界定。[8][9]

## 歷史
- 2020年10月16日，立法委員林昶佐、洪申翰、賴品妤、基隆市議員張之豪、臺北市議員林亮君、林穎孟、黃郁芬、新北市議員戴瑋姍、苗栗縣議員曾玟學、臺中市議員黃守達、高雄市議員黃捷、高閔琳、政治工作者吳崢一同召開記者會，宣布成立「二〇四六台灣」。[10][11]

- 2021年1月16日，「二〇四六台灣」在桃園市舉辦實體交流活動，成員林昶佐、林穎孟、黃守達、張之豪、藍士博等人邀請國際法學者宋承恩分析美國政權交接與台灣地位之間的關係，活動中桃園市長鄭文燦亦到場表示支持。[12]

- 2021年2月，多位擔任地方議員的「二〇四六台灣」成員到高雄市鳳山區與高雄市議員黃捷街頭宣講，呼籲鳳山選民對罷捷案投下不同意票。[13]

- 2021年9月26日，「二〇四六台灣」多位成員聚集到彰化縣彰化市，共同支持楊子賢投入彰化縣第一選區（彰化市、花壇鄉、芬園鄉）縣議員民進黨初選，以台灣文化協會成立一百年為號召，主張世代共榮、更加進步的社會。[14]

## 成員
| 姓名   | 現職                             | 黨籍               |
| ------ | -------------------------------- | ------------------ |
| 林昶佐 | 駐芬蘭大使                       | 無黨籍→ 民主進步黨 |
| 洪申翰 | 勞動部長                         | 民主進步黨         |
| 賴品妤 | 無公職身分                       | 民主進步黨         |
| 張之豪 | 基隆市議員                       | 民主進步黨         |
| 林亮君 | 臺北市議員                       | 無黨籍→ 民主進步黨 |
| 林穎孟 | 無公職身分                       | 無黨籍             |
| 黃郁芬 | 正常國家促進會政策中心主任       | 無黨籍             |
| 戴瑋姍 | 新北市議員                       | 民主進步黨         |
| 曾玟學 | 苗栗縣議員                       | 無黨籍             |
| 黃守達 | 臺中市議員                       | 民主進步黨         |
| 黃捷   | 立法委員                         | 無黨籍→ 民主進步黨 |
| 高閔琳 | 高雄市政府觀光局局長             | 民主進步黨         |
| 吳崢   | 民主進步黨新聞輿情部主任兼發言人 | 無黨籍→ 民主進步黨 |
| 藍士博 | 二二八事件紀念基金會執行長       | 台灣基進           |
| 楊子賢 | 彰化縣議員                       | 民主進步黨         |

## 2022年地方公職人員選舉
「二〇四六 台灣」成員除無黨籍臺北市議員林亮君（第四選舉區）、林穎孟（第六選舉區）、黃郁芬（第一選舉區）、高雄市議員黃捷（第九選舉區）、苗栗縣議員曾玟學（第五選舉區）及民進黨新北市議員戴瑋姍（第五選舉區）、臺中市議員黃守達（第十選舉區）、高雄市議員高閔琳（第三選舉區）、基隆市議員張之豪（第五選舉區）為現任地方議員外，亦有成員將投入2022年地方公職人員選舉參選議員：
- 吳崢（無黨籍）：參選臺北市第三選舉區（松山區、信義區）市議員。[15]

- 藍士博（ 台灣基進）：參選桃園市第一選舉區（桃園區）市議員。[16]

- 楊子賢（ 民主進步黨）：參選彰化縣第一選舉區（彰化市、花壇鄉、芬園鄉）縣議員。[17]

選舉結果
| 選舉區           | 號次 | 候選人 | 性別 | 政黨       | 得票數 | 得票率 | 當選標記 |
| ---------------- | ---- | ------ | ---- | ---------- | ------ | ------ | -------- |
| 臺北市第一選舉區 | 22   | 黃郁芬 | 女   | 無黨籍     | 12,033 | 4.37%  |          |
| 臺北市第三選舉區 | 15   | 吳 崢  | 男   | 無黨籍     | 14,686 | 6.87%  |          |
| 臺北市第四選舉區 | 4    | 林亮君 | 女   | 無黨籍     | 13,817 | 7.70%  |          |
| 臺北市第六選舉區 | 21   | 林穎孟 | 女   | 無黨籍     | 4,630  | 1.62%  |          |
| 新北市第五選舉區 | 6    | 戴瑋姍 | 女   | 民主進步黨 | 24,938 | 9.72%  |          |
| 桃園市第一選舉區 | 1    | 藍士博 | 男   | 台灣基進   | 5,995  | 2.90%  |          |
| 臺中市第十選舉區 | 3    | 黃守達 | 男   | 民主進步黨 | 14,614 | 24.72% |          |
| 高雄市第九選舉區 | 8    | 黃 捷  | 女   | 無黨籍     | 27,744 | 17.03% |          |
| 苗栗縣第五選舉區 | 5    | 曾玟學 | 男   | 無黨籍     | 11,149 | 19.00% |          |
| 彰化縣第一選舉區 | 21   | 楊子賢 | 男   | 民主進步黨 | 10,967 | 7.47%  |          |
| 基隆市第五選舉區 | 9    | 張之豪 | 男   | 民主進步黨 | 3,257  | 8.17%  |          |

## 2024年立法委員選舉
多數成員改以這個世代連線名義活動。

## 政黨關係
- 「二〇四六 台灣」有多位包含林昶佐在內的成員為自時代力量退黨之立委或議員，2020年10月成立時媒體詢問「二〇四六 台灣」的成立是否表示即將成立新政黨，林昶佐否認表示「沒有這樣的規劃」。[18]

- 「二〇四六 台灣」成員中三位臺北市議員林亮君、林穎孟、黃郁芬皆為「臺北市議會改革政團」成員，該政團於2020年4月成立（早於「二〇四六 台灣」），除上述三位成員外亦有社會民主黨籍市議員苗博雅及無黨籍市議員邱威傑（前歡樂無法黨籍）。「臺北市議會改革政團」成立之初推派苗博雅擔任召集人，然而據臺北市議會指出，「臺北市議會改革政團」為議員自行成立，依《臺北市議會組織自治條例》未達政團設立門檻、沒有黨團辦公室及補助費。[19][20]

- 2021年2月，臺北市議員林亮君、林穎孟、黃郁芬在訪談中表示，雖然三人目前皆為無黨籍，但依舊會以「二〇四六 台灣」連線為主，不會加入其他政黨，「二〇四六 台灣」的無黨籍議員會共同討論、「團進團出」，也會聯合競選。[21]2023年9月，三人中唯一成功連任臺北市議員的林亮君宣佈加入民主進步黨。[22]

## 外部連結
- 二〇四六 台灣的Facebook專頁